# بلوط هاوارد
بلوط هاوارد (نام علمی: Quercus havardii) نام یک گونه از سرده بلوط است.